# گروه ساخت‌وساز شانگهای
گروه ساخت‌وساز شانگهای (انگلیسی: Shanghai Construction Group) شرکت دولتی استخراج معدن و ساخت‌وساز چینی است، که در سال ۱۹۹۴ توسط سازمان ساساک تأسیس شد.